# Jiří Mahen
Jiří Mahen, pseudonimo di Antonín Vančura (Čáslav, 12 dicembre 1880 – Brno, 22 maggio 1939), è stato uno scrittore ceco.

## Biografia
Fu direttore del Teatro Artistico di Brno dal 1918 al 1920.
I suoi versi sono caratterizzati dall'impressionismo giornalistico, tranne nel caso di Mare morto (1918), dramma nazionalistico ambientato tra la popolazione contadina nel periodo pre-illuministico.
Interessanti si dimostrarono anche i suoi saggi incentrati sugli aspetti e sulle problematiche teatrali.
Redattore per dieci anni (1909-1919) del più antico quotidiano ceco, tuttora esistente, Lidové noviny  (Giornale del popolo), fu anche direttore della Biblioteca Comunale di Brno.  A lui è intitolato il Mahenovo divadlo (teatro Mahen) di Brno, uno dei tre grandi edifici del Národní divadlo Brno (Teatro Nazionale di Brno), dedicato per lo più a rappresentazioni di prosa e balletti classici.
Morì suicida a Brno il 22 maggio 1939 in risposta all'occupazione nazista della Cecoslovacchia.

## Opere principali

### Poesie
- Plamínky
- Duha: cyklus veršů, 1916
- Tiché srdce
- Balady
- Rozloučení s jihem
- Požár Tater

### Prosa
- Kamarádi svobody
- Podívíni
- Rybářská knížka
- Měsíc
- Nejlepší dobrodružství
- Díže
- Dvě povídky, 1918

### Letteratura per ragazzi
- Co mi liška vyprávěla
- Dvanáct pohádek

### Saggi sul teatro
- Před oponou
- Režisérův zápisník

### Drammi
- Janošík
- Nebe, peklo, ráj
- Mrtvé moře (Mare morto), 1918
- Generace
- Dezertér
- Ulička odvahy
- Nasredin čili Nedokonalá pomsta
- Husa na provázku